# Municipio de Huggins (Misuri)
El municipio de Huggins (en inglés: Huggins Township) es un municipio ubicado en el condado de Gentry en el estado estadounidense de Misuri. En el año 2010 tenía una población de 146 habitantes y una densidad poblacional de 1,87 personas por km².

## Geografía
El municipio de Huggins se encuentra ubicado en las coordenadas 40°15′55″N 94°26′15″O / 40.26528, -94.43750. Según la Oficina del Censo de los Estados Unidos, el municipio tiene una superficie total de 77.98 km², de la cual 77,98 km² corresponden a tierra firme y (0 %) 0 km² es agua.

## Demografía
Según el censo de 2010, había 146 personas residiendo en el municipio de Huggins. La densidad de población era de 1,87 hab./km². De los 146 habitantes, el municipio de Huggins estaba compuesto por el 100 % blancos. Del total de la población el 0 % eran hispanos o latinos de cualquier raza.